# Ogród Botaniczny Uniwersytetu Warszawskiego

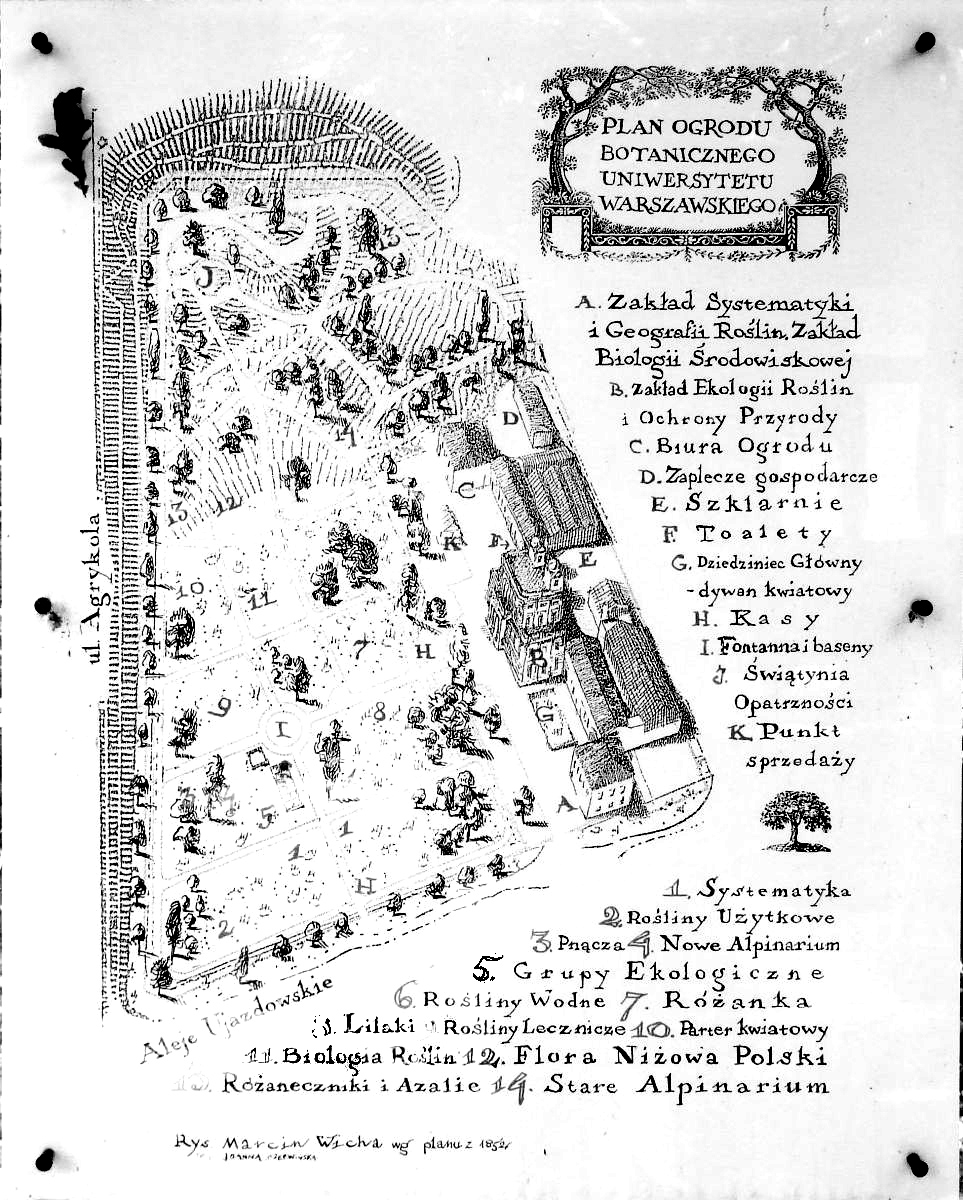
Plan Ogrodu

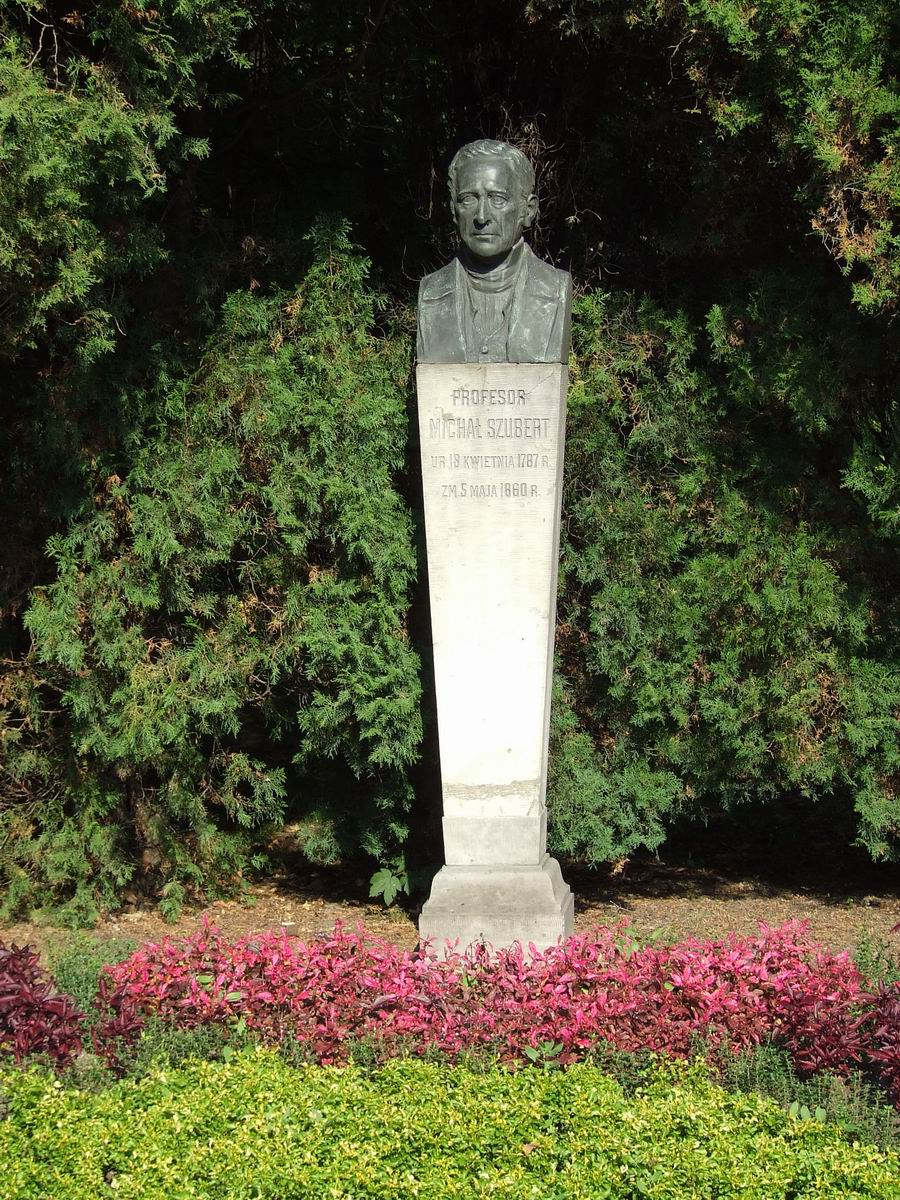
Pomnik upamiętniający założyciela Ogrodu profesora Michała Szuberta

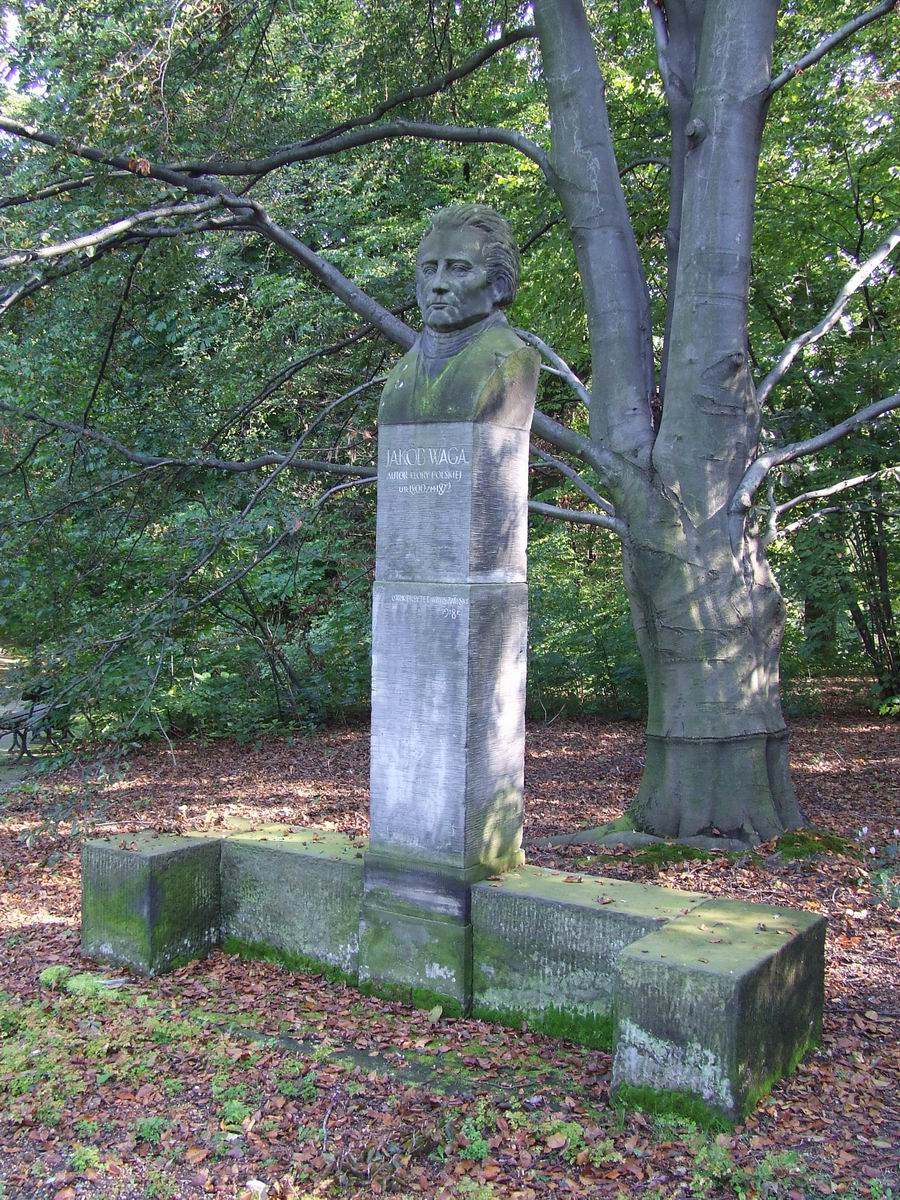
Pomnik profesora Jakuba Ignacego Wagi, autora pierwszej flory polskiej

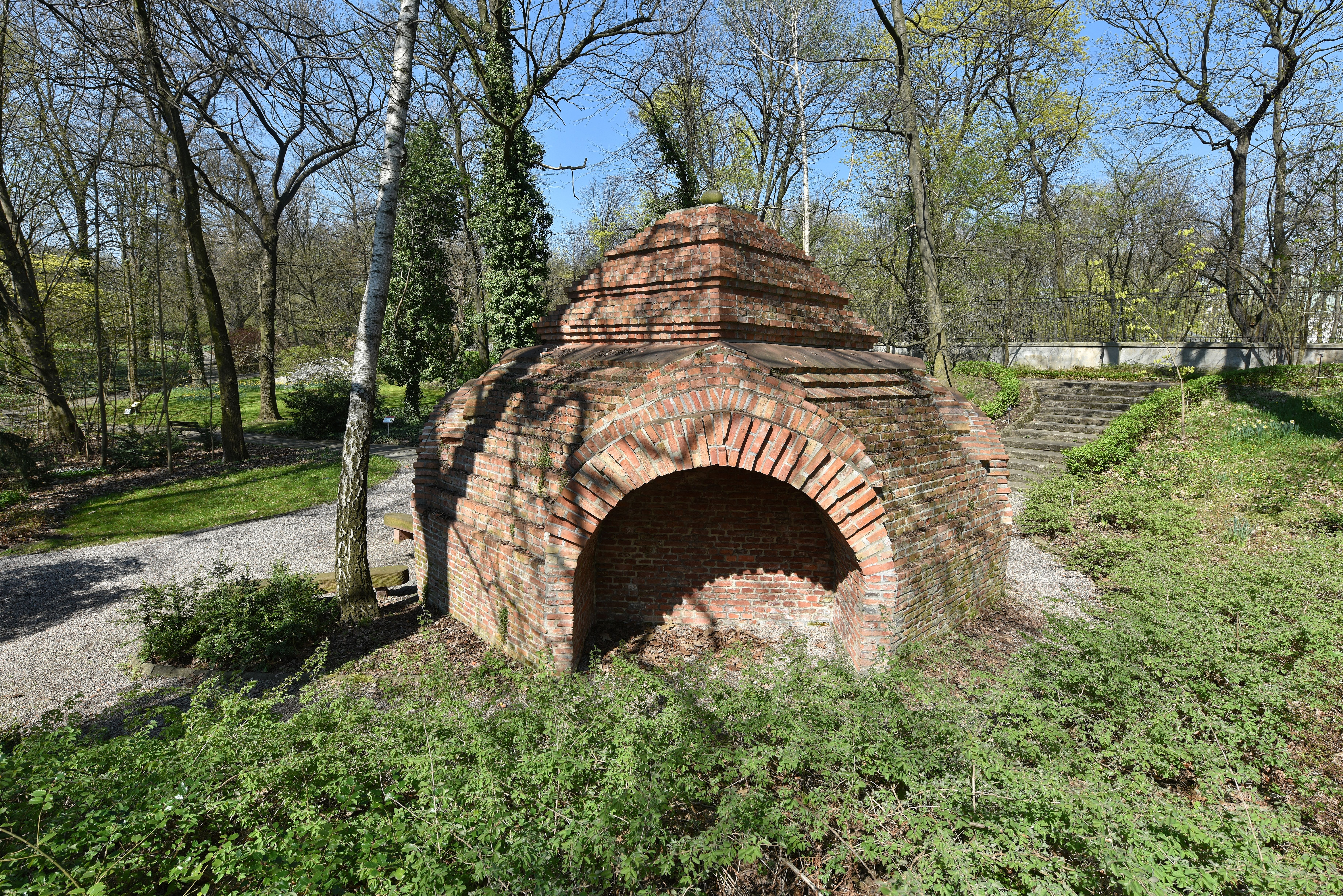
Miejsce, w którym w 1792 wbudowano kamień węgielny pod budowę Świątyni Najwyższej Opatrzności

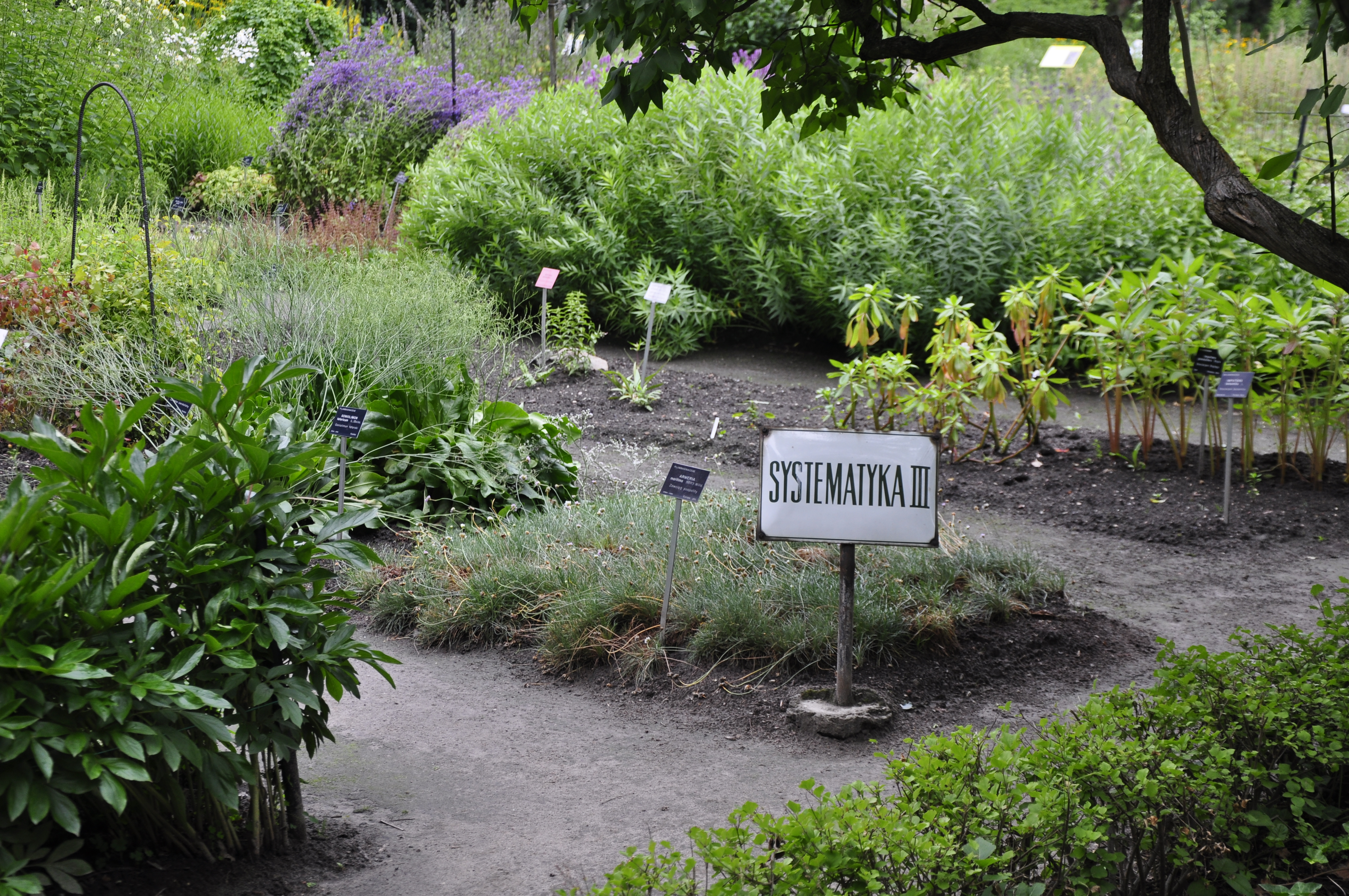
Dział systematyki roślin

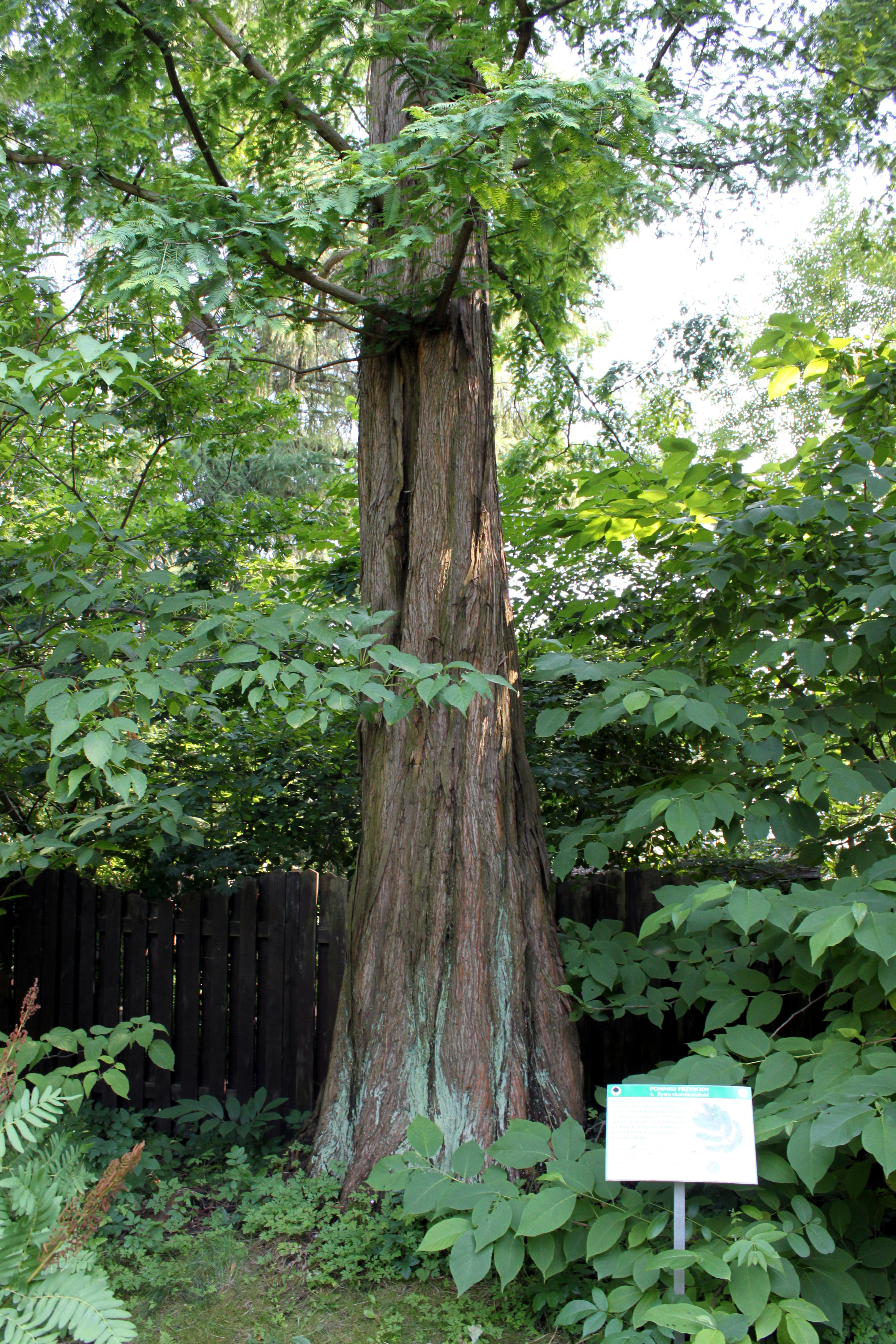
Pomnik przyrody – Metasekwoja chińska

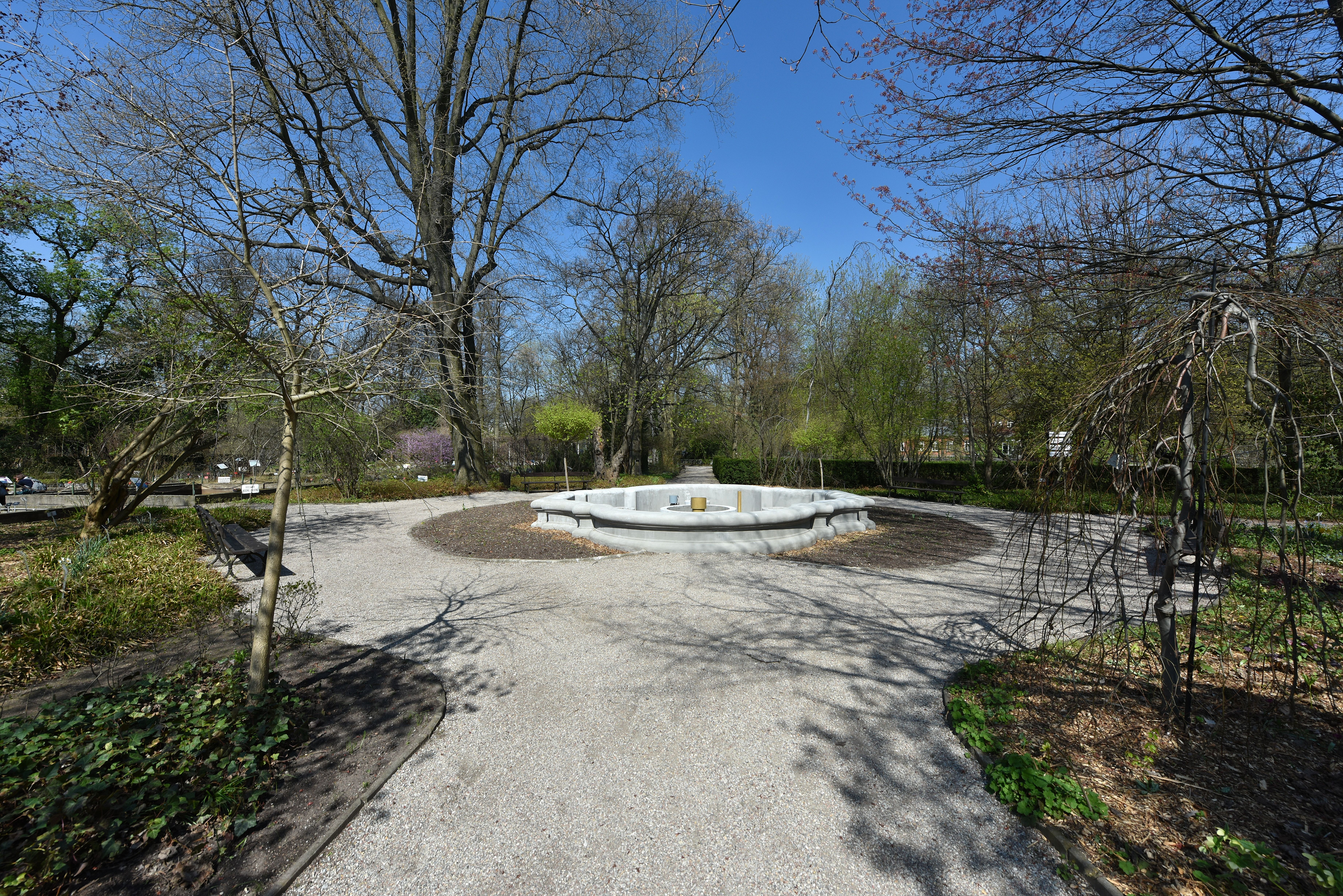
Fontanna

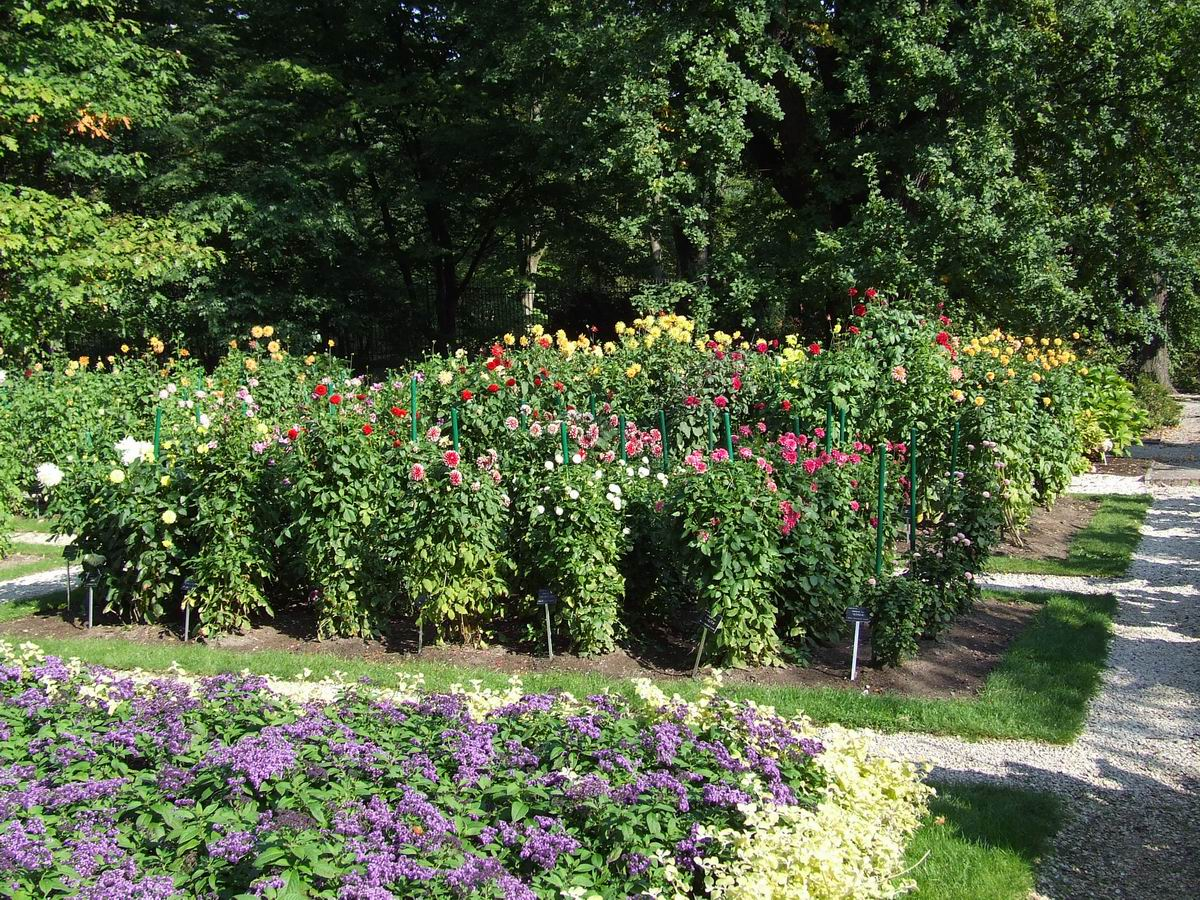
Fragment kolekcji dalii

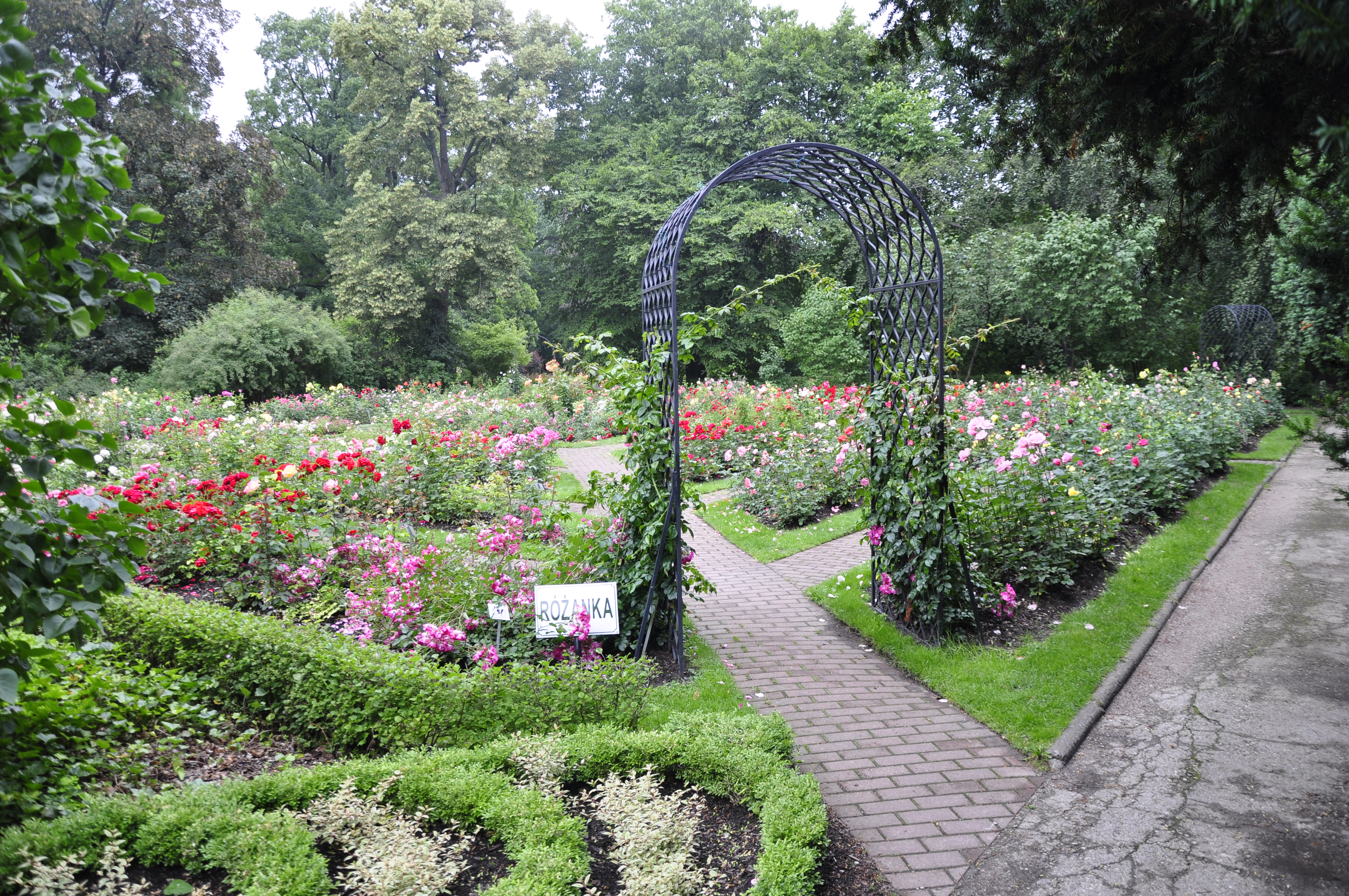
Różanka

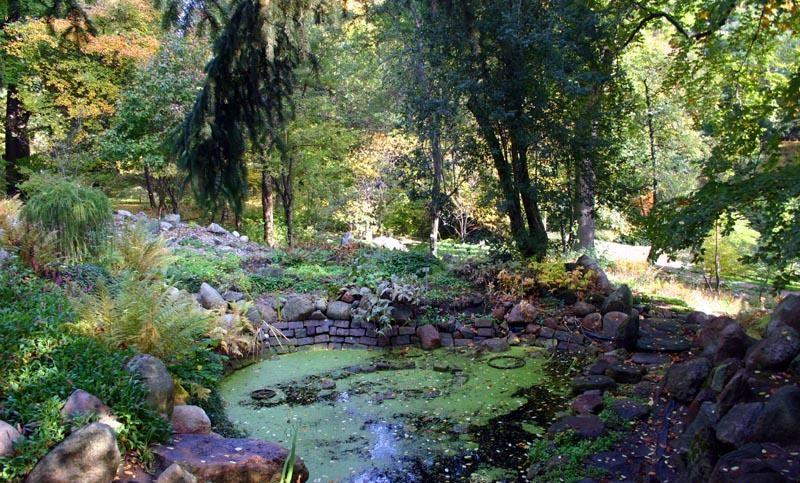
Alpinarium

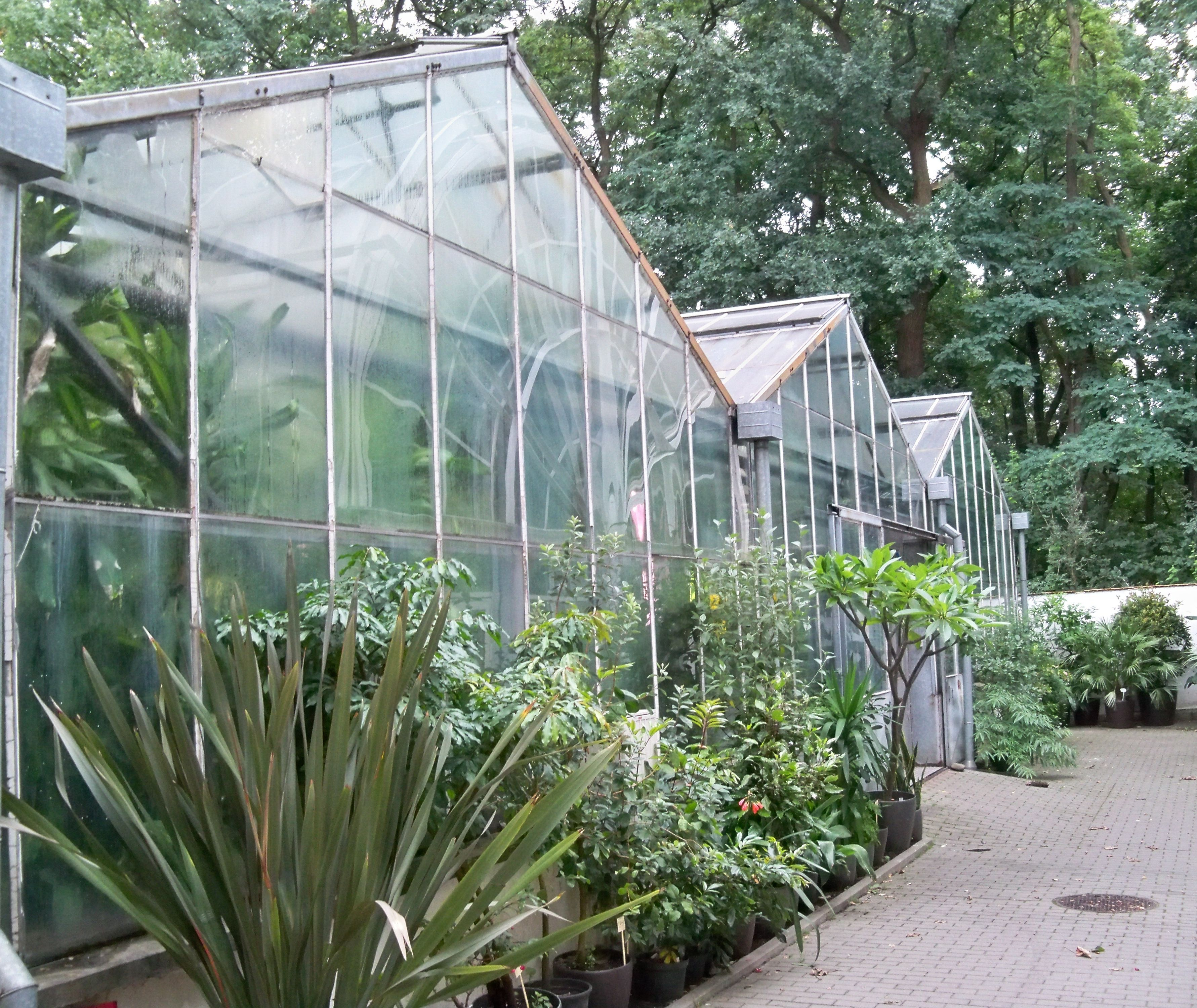
Szklarnie

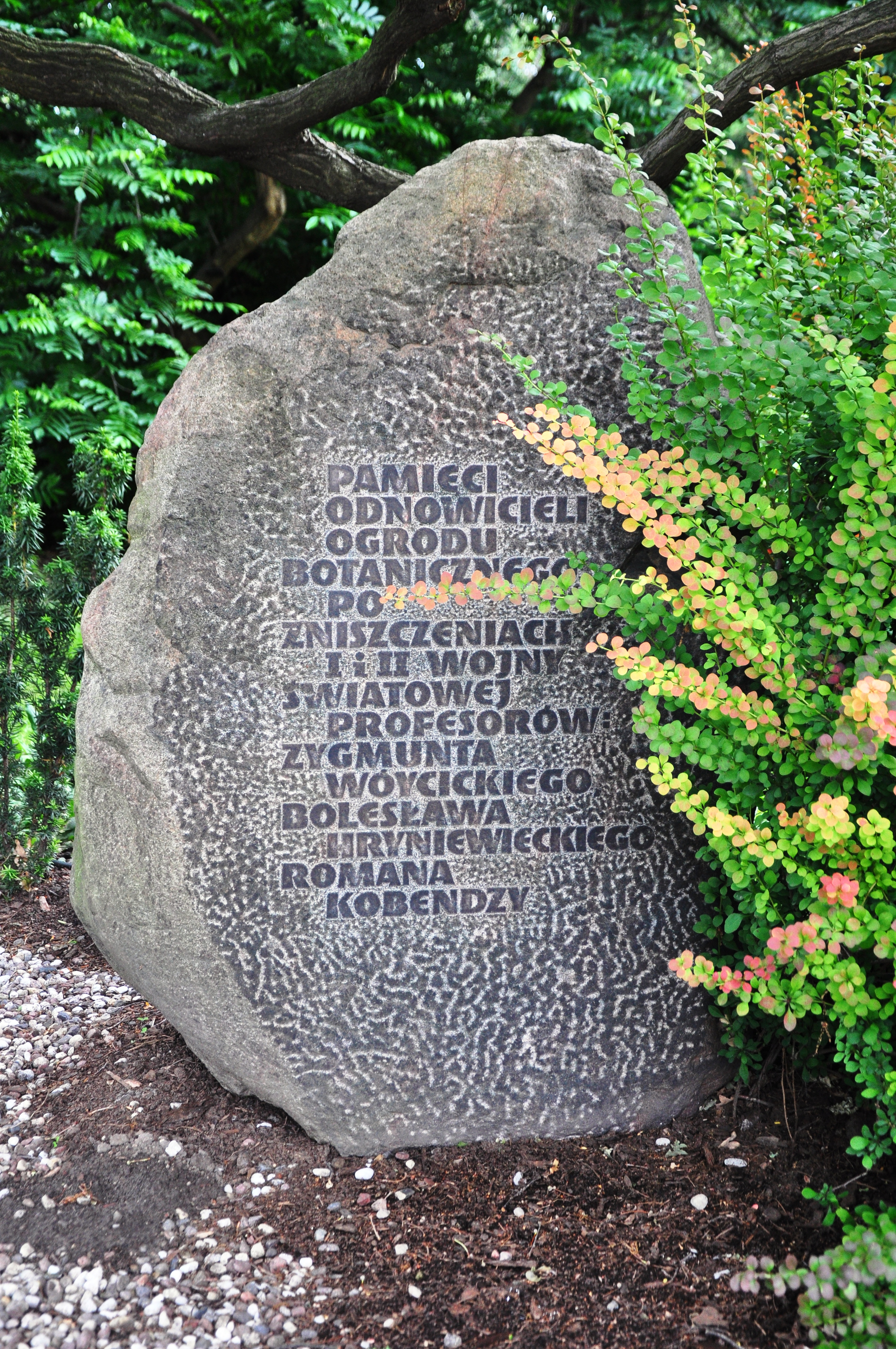
Kamień pamiątkowy – „Pamięci odnowicieli ogrodu botanicznego po zniszczeniach I i II wojny światowej profesorów Zygmunta Wóycickiego, Bolesława Hryniewieckiego, Romana Kobendzy”

Ogród Botaniczny Uniwersytetu Warszawskiego – ogród botaniczny znajdujący się w Alejach Ujazdowskich 4 w Warszawie, będący od 1818 roku pod pieczą Warszawskiej Szkoły Lekarskiej, następnie Królewskiego Uniwersytetu Warszawskiego, a od 1916 Uniwersytetu Warszawskiego i przemianowany na Ogród Botaniczny Uniwersytetu Warszawskiego.
Jest trzecim najstarszym, po Ogrodzie Botanicznym Uniwersytetu Jagiellońskiego i Ogrodzie Botanicznym Uniwersytetu Wrocławskiego, ogrodem botanicznym w Polsce. Początkowo zajmował powierzchnię 22,5 ha, jednak po powstaniu listopadowym i zamknięciu Uniwersytetu (1834) powierzchnię Ogrodu zmniejszono o trzy czwarte do ok. 5,16 ha.
Na terenie ogrodu znajduje się też budynek Obserwatorium Astronomicznego Uniwersytetu Warszawskiego wzniesiony w latach 1820–1825 w miejscu pawilonu dawnej oranżerii.

## Historia

### Do 1811
Ogród był pierwotną lokalizacją Świątyni Opatrzności Bożej. Znajduje się tam kamień węgielny wmurowany 3 maja 1792 przez króla Stanisława Augusta Poniatowskiego.

### 1811–1824[4]
Pierwszy Ogród Botaniczny w Warszawie istniał od roku 1811 przy pałacu Kazimierzowskim dla potrzeb Warszawskiej Szkoły Lekarskiej. Pieczę nad ogrodem sprawował prof. Jakub Fryderyk Hoffmann. Zaczęto sprowadzać rośliny z zagranicy. Ogrodnikiem został Karol Lindner.
31 stycznia 1814 roku prof. Hoffmann przedstawił właściwy plan ogrodu i wskazał na konieczność rozmieszczenia roślin według systemu Linneusza (zakładając ogród rośliny sadzono dość przypadkowo, nie zważając na ich potrzeby i klasyfikację). Ponadto wskazywał na rolę edukacyjną ogrodu, jak i konieczność rozmnażania roślin i ich upowszechniania. Podkreślał też, że ogród powinien stać się szkołą ogrodniczą, kształcącą ogrodników, wskazywał też na konieczność zaostrzenia przepisów dla odwiedzających i wprowadzenia określonych dni i godzin zwiedzania. Jego postulaty zostały zatwierdzone 4 lutego 1814 roku. Jednak mimo poczynionych starań, ogród podupadał.
W 1816 roku kierownictwo ogrodu po prof. Hoffmannie objął prof. Michał Szubert. Uważał on, że miejsce w którym powstał ogród nie było odpowiednie do tego celu (mała powierzchnia, kiepski grunt). Podjął więc starania o jego przeniesienie. Proponowane przez niego miejsce – Ogród Horodyjskiego na Nowym Świecie – nie spotkał się jednak z aprobatą. 16 maja 1818 roku komisja przedstawiła plany ogrodu wraz z rysunkiem obserwatorium astronomicznego cesarzowi Aleksandrowi I.
15 grudnia 1818 roku można uznać za datę utworzenia warszawskiego ogrodu botanicznego, bowiem tego dnia Komisja Rządowa Wyznań Religijnych i Oświecenia Publicznego uzyskała zgodę na przeniesienie dotychczasowej placówki na teren leżący w tzw. Ogrodzie Królewskim, położony obok Belwederu i obejmujący górną część Łazienek. Miejsce to stało się zaczątkiem istniejącego do dziś ogrodu botanicznego. Pieczę na nim przejął Królewski Uniwersytet Warszawski, który to powstał z inicjatywy Stanisława Kostki Potockiego i Stanisława Staszica, a za zgodą cesarza Rosji i króla Polski Aleksandra I, przez połączenie Szkoły Prawa i Nauk Administracyjnych (zał. 1808) oraz Warszawskiej Szkoły Lekarskiej zwanej też Akademickim Wydziałem Lekarskim (zał. 1809).
Powierzchnia ogrodu została podzielona na trzy części: naukową – poświęconą systematyce roślin, pomologiczną – z kolekcją drzew owocowych (przeznaczoną dla edukacji przyszłych ogrodników) oraz spacerową – dla tzw. szerokiej publiczności. Zaczęto sprowadzać rośliny zarówno z kraju, jak i z zagranicy.
W wydanym w 1824 spisie roślin znalazło się ponad 10 tysięcy gatunków.

### 1834–1901
Dalszy rozwój ogrodu uniemożliwiły walki powstania listopadowego, w wyniku których w 1834 zamknięto Uniwersytet, a z rozporządzenia namiestnika Iwana Paskiewicza niemal dwie trzecie powierzchni ogrodu wraz z pomarańczarnią i innymi szklarniami przyłączono do parku Łazienkowskiego. Kierownicze funkcje w Ogrodzie pełnili już tylko carscy urzędnicy. Wielokrotnie ponawiane prośby do ówczesnego namiestnika o przywrócenie Ogrodowi dawnej powierzchni okazały się nieskuteczne.
W 1862 otwarto Szkołę Główną Warszawską, której siedziba mieściła się w budynkach skasowanego w 1831 przez władze rosyjskie Uniwersytetu Warszawskiego. W 1864 rada nadzorcza Szkoły Głównej Warszawskiej złożona z profesorów tejże uczelni mianowała dyrektorem Ogrodu Botanicznego profesora Jerzego Aleksandrowicza. Nawiązano kontakty z ogrodami botanicznymi krajowymi, jak zagranicznymi, zaczęto regularnie wydawać katalog nasion, co pozwoliło na powiększenie kolekcji roślinnej. Równolegle rozwijały się również szklarnie. W 1869 władze rosyjskie zamknęły Szkołę Główną Warszawską i powołały w jej miejsce uniwersytet rosyjski, który przejął opiekę nad ogrodem. Jerzy Aleksandrowicz na stanowisku dyrektora pozostał aż do 1878, kiedy to został zmuszony względami finansowymi do porzucenia zajmowanego stanowiska. W latach 1897–1901 funkcję dyrektora pełnił prof. A. Bielajew.
Filią ogrodu stał się otwarty dla publiczności w 1870 Ogród Pomologiczny.

### 1915–1919
W 1915, po opuszczeniu Warszawy przez Rosjan kuratelę nad Ogrodem Botanicznym powierzono Walerianowi Kronenbergowi, zaś pieczę naukową Józefowi Trzebińskiemu. W 1916 Ogród Botaniczny przeszedł znów pod pieczę odrodzonego Uniwersytetu Warszawskiego, a jego dyrektorem został prof. Zygmunt Wóycicki. Rozpoczęto odbudowę Ogrodu, wyremontowano szklarnie, założono szereg nowych działów i wzbogacono kolekcje roślinne nowymi gatunkami. W tym okresie wzniesiono też pomniki upamiętniające założyciela Ogrodu profesora Michała Szuberta (1917) oraz profesora Jakuba Ignacego Wagi (1918).
W końcu roku 1919 dyrektorem Ogrodu Botanicznego oraz równocześnie Kierownikiem Katedry Systematyki i Geografii Roślin został profesor Bolesław Hryniewiecki, zaś inspektorami kolejno Władysław Kociejowski i prof. Roman Kobendza (1926–1950).

### II wojna światowa
W sierpniu 1942 roku okupanci hitlerowscy usunęli cały personel naukowy, a Ogród Botaniczny w całości przyłączono do Parku Łazienkowskiego. Jednak dzieła ostatecznego zniszczenia dokonano w roku 1944 podczas powstania warszawskiego, kiedy to legły w gruzach wszystkie budynki ogrodowe oraz szklarnie, a teren stał się wielkim pogorzeliskiem.
Od 1945 prof. B. Hryniewiecki wraz z profesorem R. Kobendzą i jego żoną Jadwigą Kobendzą oraz innymi współpracownikami podjęli mozolną pracę nad odbudową zniszczonego Ogrodu oraz czynili starania o jego powiększenie. W kolejnych latach 1948–1950 oddawano do użytku nowe pawilony, wzniesiono 5 nowych szklarni i przerobiono lub założono nowe działy. Odbudowano też zniszczone podczas działań wojennych pomniki profesorów: Michała Szuberta (1962) oraz Jakuba Wagi (1964).
W roku 1946 po prawie 7-letniej przerwie wydano pierwszy po wojnie katalog nasion Index Seminum, obejmujący zaledwie 447 gatunków roślin.
Kolejny wydany w roku 1967 obejmował już 1887 gatunków.

### Po 1945
W 1960 roku kierownictwo Ogrodu objęła doc. Ludmiła Karpowiczowa, która powiększała kolekcje i popularyzowała wiedzę botaniczną. Dzięki jej staraniom 1 lipca 1965 roku Ogród Botaniczny wraz z tzw. ruinami Świątyni Opatrzności został wpisany do rejestru Zabytków Kultury i Nauki miasta stołecznego Warszawy.
Od roku 1966 Ogród stał się członkiem Międzynarodowego Towarzystwa Ogrodów Botanicznych.
18 maja 1968 roku odbyły się uroczystości związane z obchodami 150-lecia Ogród botanicznego Uniwersytetu Warszawskiego. Z tej okazji Prezydium Stołecznej Rady Narodowej nadało Ogrodowi Botanicznemu UW medal „VII Wieków Warszawy”, który odebrała z rąk Władysława Spychalskiego ówczesna dyrektor doc. Ludmiła Karpowiczowa. Podczas uroczystości odsłonięto też pomnik – głaz narzutowy (przy wejściu do Ogrodu wielkiego) z napisem „Pamięci Odnowicieli Ogrodu Botanicznego po zniszczeniach I i II wojny światowej profesorów Zygmunta Wóycickiego, Bolesława Hryniewieckiego, Romana Kobendzy”.
Po śmierci Ludmiły Karpowiczowej w 1973 roku, dyrektorem Ogrodu Botanicznego UW została botaniczka doc. dr hab. Alina Doroszewska. Dzięki jej staraniom Ogród Botaniczny Uniwersytetu Warszawskiego stał się członkiem organizacji ogrodów botanicznych pod nazwą Botanic Gardens Conservation Coordinating Body z siedzibą w Kew („Body”) jako jedyny w kraju.
Właściwie stan sprzed wojny powrócił do ogrodu w 1987, kiedy to kierownikiem Ogrodu została dr Hanna Werblan-Jakubiec. Wówczas przywrócono historyczny kształt działowi biologii roślin, przebudowano i wzbogacono kolekcje róż, pnączy, roślin leczniczych oraz użytkowych.

## Działy i kolekcje roślinne
Kolekcja ogrodu liczy około 5 tys. gatunków i odmian drzew, krzewów oraz roślin zielnych.

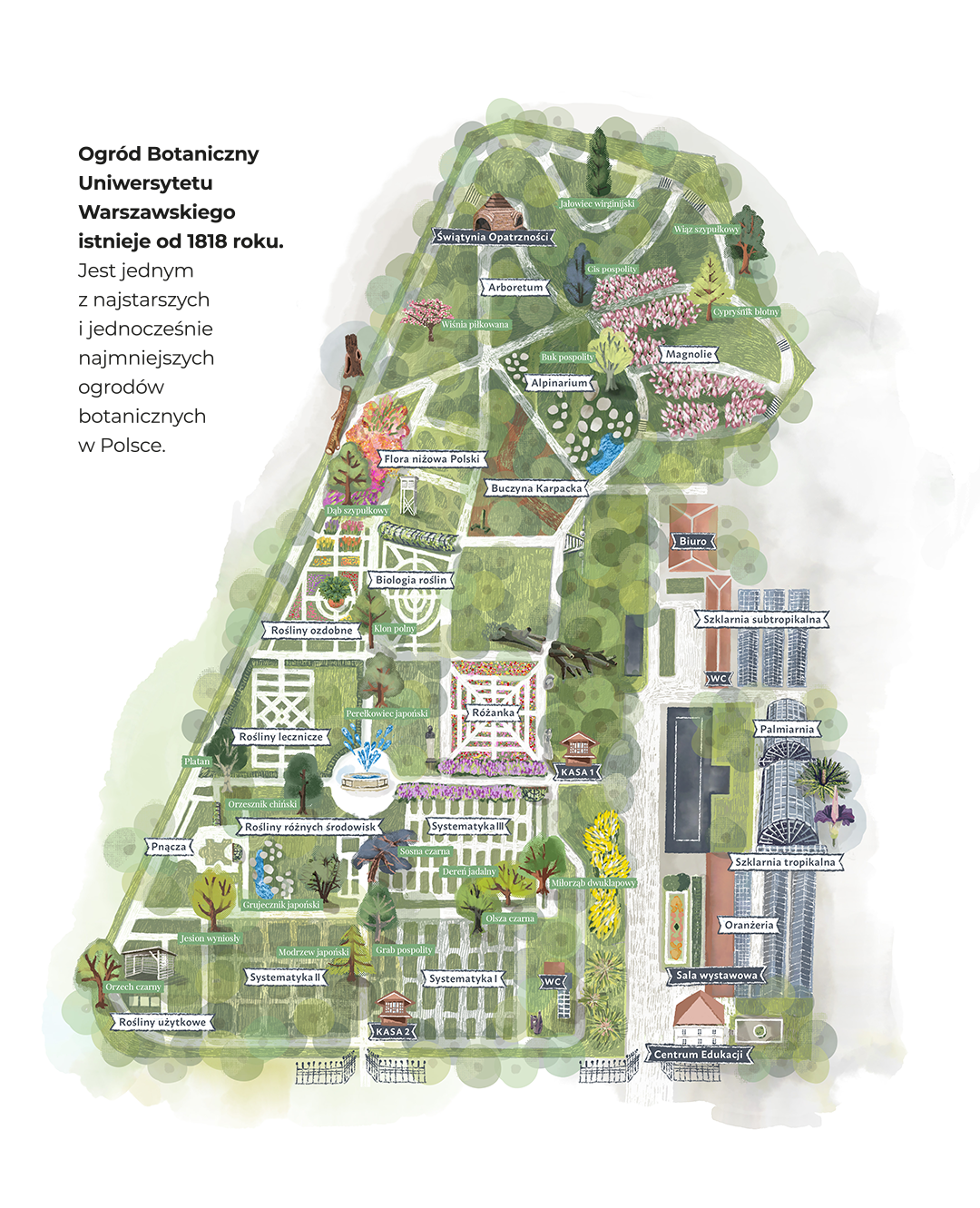
Plan Ogrodu Botanicznego Uniwersytetu Warszawskiego

- Dział systematyki roślin – składa się z trzech części: systematyka I (rosną tu m.in. długosz królewski, aktinidia ostrolistna), systematyka II (rosną tu m.in. gatunki z rodziny motylkowatych, wiechlinowatych, turzycowatych) i systematyka III (rosną tu m.in. stroiczka szkarłatna, lawenda wąskolistna). Dział ten został utworzony według systemu Adolfa Englera.
- Arboretum – ozdobne drzewa i krzewy z różnych stron świata posadzone zostały na terenie całego Ogrodu.
  - 23 drzewa i krzewy uznano za pomniki przyrody i poddano je ochronie[11]. Są to m.in.:
    - jesion wyniosły
    - dąb szypułkowy odmiany kolumnowej
    - grab pospolity
    - olsza czarna
    - kasztanowiec zwyczajny
    - platan klonolistny
    - orzech czarny
    - orzesznik gorzki
    - modrzew polski
    - cis pospolity ‘Divastronii’
    - cis pospolity odm. piramidalna
    - jałowiec Pfitzera
    - metasekwoja chińska
    - miłorząb dwuklapowy
    - dereń jadalny
    - klon polny
    - dąb szypułkowy
    - wiąz szypułkowy
    - buk zwyczajny czerwonolistny
- Pnącza – rosną tu m.in. rośliny z rodzajów: aktinidia, dławisz, kokornak, wiciokrzew, powojnik, bluszcz oraz milin amerykański i hortensja pnąca.
- Rośliny różnych środowisk – zgromadzono tu rośliny, które przystosowały się do życia w różnych, często bardzo skrajnych, warunkach.
- Rośliny użytkowe i lecznicze – rosną tu gatunki dzikie, jak i wyhodowane z odmian wykorzystywane do celów spożywczych, leczniczych i przemysłowych.
- Dział biologii roślin – jego celem jest pokazanie różnych sposobów zapylania kwiatów przez owady oraz specyficznych cechy budowy kwiatów zapylanych przez wiatr,
- Różanka – kolekcja wielu odmian róż ogrodowych: wielkokwiatowych, rabatowych, miniaturowych oraz angielskich i pnących.
- Dział flory niżowej Polski – zawiera około 250 gatunków roślin naczyniowych rosnących dziko na terenie Polski.
- Dział roślin ozdobnych – rosną tu m.in. heliotrop peruwiański, paciorecznik, fuksje.
- Alpinarium
- Szklarnie – na terenie ogrodu do dziś zachowała się jedna z oranżerii zbudowanych jeszcze za czasów króla Stanisława Augusta, nazywana również „trebhauzem”, w której zgromadzono m.in. bogatą kolekcję sukulentów. W pozostałych szklarniach można podziwiać kolekcje roślin pochodzących z wilgotnego i gorącego klimatu. W szklarni subtropikalnej rosną m.in. zanokcica gniazdowa, płaskla łosioroga, a w basenie podziwiać można efektowne grzybienie. Zgromadzono tu wiele rzadkich egzotycznych roślin użytkowych takich jak imbir, kawa, awokado, męczennica. Natomiast w szklarni tropikalnej na dekoracyjnych podporach, imitujących pnie i korony drzew, prezentowane są rośliny z rodziny ananasowatych, obrazkowatych, storczykowatych oraz olbrzymie sagowce. Szklarnia tropikalna połączona została łącznikiem z palmiarnią, otwarcie której miało miejsce 29 czerwca 2005 roku, a w której zgromadzono ok. 40 palm[12]. W czerwcu 2021 po raz pierwszy w Polsce zakwitło tam dziwidło olbrzymie[13].

## Działalność badawcza, dydaktyczna i społeczna

### Nauka
Jednym z priorytetów ogrodu jest zachowanie różnorodności biologicznej, zarówno roślin dziko rosnących, jak i odmian uprawnych. Od kilku lat powstaje pierwsza w Polsce kolekcja zagrożonych rodzimych odmian ozdobnych drzew i krzewów. Ogród prowadzi też nowoczesne badania taksonomiczne, wykorzystujące metody biologii molekularnej, a także inne badania takie jak etnobotaniczne czy florystyczne.

### Edukacja[14]
Ogród Botaniczny UW prowadzi działalność popularyzatorską i edukacyjną, w tym z uwzględnieniem zmieniających się potrzeb zwiedzających. Zespół edukatorów realizuje programy edukacyjne pod kierunkiem Pracowni Edukacji. Zajęcia prowadzone są przez cały rok. Scenariusze zajęć dla dzieci w wieku przedszkolnym i szkolnym dopasowane są do wieku uczestników. 
Program edukacji przyrodniczej wykracza poza szkolne podręczniki do biologii. W procesie edukacji istotne są emocje, budowanie własnych doświadczeń w przyrodzie, edukacja zaangażowana – poruszane są tematy związane ze zmianami klimatu, ochroną bioróżnorodności i zasobów naturalnych. Ogród Botaniczny UW zrealizował też program edukacyjny popularyzujący wiedzę o Konwencji Waszyngtońskiej CITES. 
Na terenie Ogrodu prowadzone są też zajęcia dla studentów z przedmiotów takich jak botanika, dendrologia i zbliżone. Studenci różnych uczelni mają prawo odbycia praktyk (ogrodnicze, edukacyjne i badawcze), jak również mogą wykonywać prace licencjackie (literaturowe i eksperymentalne) i magisterskie w Ogrodzie Botanicznym UW. 
Pracownicy Ogrodu biorą udział w konferencjach naukowych. Na terenie Ogrodu organizowane są festiwale (np. Festiwal ZBIORY), wystawy branżowe (np. „Wystawa fiołków afrykańskich i skrętników”, „Wystawa kaktusów i sukulentów”) oraz artystyczne, a dodatkowo warsztaty edukacyjne i pokazy, podczas których zwiedzający mogą poznać różnorodność roślin w Polsce i na świecie oraz problemy związane z koniecznością ich ochrony. 
W 2016 r. Ogród Botaniczny UW został laureatem Medalu im. prof. B. Hryniewieckiego, przyznawanego przez Polskie Towarzystwo Botaniczne za "szczególne zasługi w upowszechnianiu wiedzy botanicznej i ochrony przyrody, wyróżniające się nowoczesną treścią, oryginalną formą bądź skutecznością w dowolnych kręgach społeczeństwa". W 2018 roku Ogród Botaniczny UW był współorganizatorem X Międzynarodowego Kongresu Edukacyjnego Ogrodów Botanicznych, w którym uczestniczyło blisko 300 delegatów z całego świata.
Ogród jest otwarty dla szerokiej publiczności przez cały rok. Od marca do końca października trwa sezon w Ogrodzie. Zimą (w weekendy) czynne są szklarnie, a w parku od 2021 roku organizowany jest ogród świateł – „Magiczny Botaniczny”. Wstęp do ogrodu jest płatny.

## Dyrektorzy Ogrodu Botanicznego w Warszawie
- 1818–1846 – Michał Szubert
- 1846–1862 – Ignacy Hanusz
- 1862–1878 – Jerzy Aleksandrowicz
- 1878–1897 – A. Fischer von Waldheim
- 1897–1901 – A. Bielajew
- 1901–1915 – W. Chmielewski
- 1915–1916 – kuratorzy W. Kronenberg i J. Trzebiński
- 1916–1919 – Zygmunt Wóycicki
- 1919–1960 – Bolesław Hryniewiecki
- 1960–1973 – Ludmiła Karpowiczowa (1903-1973)
- 1973–1976 – Alina Doroszewska
- 1977–1982 – Barbara Solińska-Górnicka
- 1982–1987 – Janina Andrearczyk-Kuraczyk
- 1987–2018 – Hanna Werblan-Jakubiec
- od 2019 – Marcin Zych